# Radziwiłł Barbara lengyel királyné

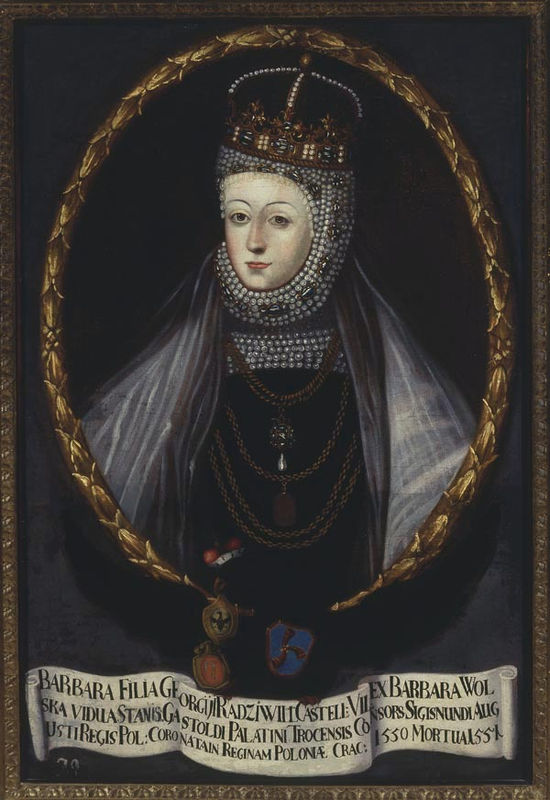
Radziwiłł Barbara lengyel királyné

Radziwiłł Barbara (lengyelül Barbara Radziwiłłówna, litvánul Barbora Radvilaitė) (Vilnius, 1520. december 6. – Krakkó, 1551. május 8.) litván főnemesi család sarja, II. Zsigmond Ágost lengyel király második felesége. Házassága révén 1550 és 1551 között Lengyelország királynéja.

## Élete
Litván főnemesi családból származott. Apja Radziwiłł Jerzy litván mágnás és hetman (1480–1541), anyja Koła Barbara (?–1550). Korának nevezetes szépsége volt. Szülei kiváló nevelésben részesítették. Éppúgy írt és beszélt fehéroroszul, a litván nagyhercegség magasabb rétegei körében használatos nyelven, mint lengyelül, valószínűleg latinul és valamelyest litvánul is. 1537. május 18-án férjhez adták Stanisław Gasztołd trakai vajdához, azonban már 1542. december 18-án özvegyen maradt.
1547-ben kezdődött szerelmi viszonya az ugyancsak özvegy Zsigmond Ágost lengyel trónörökössel, amelyből később házasság lett, s amely jelentős mértékben erősítette a Radziwiłł család lengyelországi hatalmát, valamint döntő szerepet játszott Barbara rokonai, Mikołaj Radziwiłł "Czarny" és Mikołaj Radziwiłł "Rudy" felemelkedésében is. Zsigmond Ágost még ugyanez évben, 1547. július 27-én vagy augusztus 6-án feleségül vette Barbarát, a lengyel rendek azonban nem ismerték el törvényesnek a házasságát, s annak felbontását követelték. Ebben Zsigmond Ágost anyjának, Bona Sforza özvegy királynénak támogatását is élvezték, aki hallani sem akart róla, hogy egyetlen fia a királyi család egy hűbéresének leányát vegye feleségül. Zsigmond Ágost azonban védelmébe vette feleségét, és még a koronáról is hajlandó lett volna lemondani annak érdekében, hogy házassága érvényben maradjon. Végtére is az ellenállás hamarosan megszűnt, és Barbarát 1550. december 7-én királynévá koronázták, öt hónappal később, 1551. május 8-án azonban váratlanul meghalt. Férjét teljesen lesújtotta hitvese halála, mellyel kapcsolatban hosszú időn át tartotta magát az a nem bizonyított gyanú, miszerint a királynét Zsigmond Ágost anyja, Bona anyakirályné-régens mérgeztette volna meg. Barbarát kívánságának megfelelően Litvániában, a vilniusi Szent Szaniszló-katedrális kriptájában temették el.
Férje 1553-ban harmadszor is megnősült: első felesége, Habsburg Erzsébet osztrák főhercegnő húgát, Katalint vette el, mivel azonban ebből a házasságából sem született gyermeke, 1572-ben bekövetkezett halála folytán kihalt a Jagelló-ház férfiága.